# Kevin Conrad
Kevin Conrad est né en 1968 aux États-Unis de parents vivant en Papouasie-Nouvelle-Guinée,. Il est avocat en Papouasie-Nouvelle-Guinée et militant écologiste. Il a grandi dans la tribu Arapesh près de Wewak, dans la province du Sepik oriental et est diplômé du lycée international d'Ukarumpa dans la province des Hautes-Terres orientales.

## Carrière
Conrad occupe le poste d'envoyé spécial et d'ambassadeur pour l'Environnement et le Changement climatique pour la Papouasie-Nouvelle-Guinée ainsi que celui de directeur exécutif de la Coalition for Rainforest Nations. Il est diplômé de l'université Columbia, de la London Business School, et de l'université du Sud de la Californie.
Il a été l'envoyé spécial et l'ambassadeur du pays à la Conférence de Durban sur les changements climatiques en 2011.

## Négociations climatiques
Conrad est une figure de proue dans les efforts mondiaux pour la valorisation des services écosystémiques fournis par les forêts tropicales, avec l'objectif de réduire le taux de déforestation et d’améliorer la conservation des forêts. Dans ce contexte, il est généralement reconnu pour être à l'initiative d'actions au sein de la Convention-cadre des Nations unies sur les changements climatiques (CCNUCC) maintenant largement appelées REDD+ (réduction des émissions dues à la déforestation et à la dégradation des forêts dans les pays en développement).
En outre, du fait de son rôle au sein de la Coalition for Rainforest Nations, Conrad a contribué à la création du fonds Forest Carbon Partnership Facility de la Banque mondiale et du programme UN-REDD des Nations unies. Résultat de ces efforts, les pays industrialisés - y compris la Norvège, les États-Unis, le Royaume-Uni, l’Allemagne, la France, le Japon, et l'Australie - se sont engagés a hauteur de 3,5 milliards $ US en 2009 en vertu de l'accord de Copenhague encadrant la montée en compétences et les incitations à réduire le taux de déforestation dans les pays en développement signataires.
Conrad s'est retrouvé « sous le feu des projecteurs » de la scène internationale lors de la Conférence des Nations unies sur les changements climatiques de 2007, où il représentait la Papouasie-Nouvelle-Guinée et au cours de laquelle il a déclaré : « Nous sommes tous venus avec des attentes élevées. Le monde nous regarde. Chaque pays est appelé à siéger. Nous avons demandé un leadership - il y a un vieux dicton qui dit : Si vous n'êtes pas prêt à diriger, alors écartez-vous du chemin. Voilà ce que je voudrais demander aux États-Unis : nous demandons votre leadership. Nous cherchons votre leadership, mais si pour quelque raison vous n'êtes pas prêt à prendre les rênes, laissez les autres le faire ; s'il vous plaît, écartez-vous du chemin »
Selon le New York Times, « les applaudissements ont fusé dans la salle », et quelques minutes plus tard, la principale représentante américaine, Paula Dobriansky a annoncé « Nous allons aller de l'avant et nous joindre au consensus aujourd'hui ». La déclaration de Conrad fut largement couverte par les médias du monde entier, et fut rapidement diffusée sur YouTube,,,,.
En juillet 2011, en préparation de la Conférence des Nations unies sur les changements climatiques de 2011, il a soumis au secrétariat de la conférence une proposition, au nom de la Papouasie-Nouvelle-Guinée (soutenue par le Mexique), demandant des amendements à la Convention-cadre des Nations unies sur les changements climatiques afin de rendre effectif le droit de vote en vertu de l'article 18 et de permettre un vote « de dernier recours » lorsque tous les efforts pour parvenir à un consensus ont échoué et lorsque le sujet est largement soutenu et fait l’objet d’une volonté politique. L'amendement proposé à l'article dix-huit incluait, en particulier, la ligne suivante : « Si de tels efforts pour parvenir à un consensus ont été épuisés et qu'aucun accord n'a été atteint, une décision doit, en dernier ressort, être adoptée par un vote à la majorité des trois-quarts des Parties présentes et votantes », avec des exceptions. La BBC l’a décrit comme une proposition « étonnante » visant à casser le blocage attendu entre pays riches et pays pauvres. Conrad avait envisagé de soumettre la proposition à la Conférence de Copenhague en 2009, et pensait qu'il était temps de clarifier le processus de prise de décision utilisé pour la Convention. La BBC a relevé que, bien que, selon la proposition de la Papouasie-Nouvelle-Guinée, les pays en développement seraient en mesure d'utiliser leur supériorité numérique pour faire adopter tout type d'obligation, en pratique, ils auraient encore besoin de l'approbation des pays riches pour assurer le financement. Néanmoins, le correspondant environnemental de la BBC Richard Black a conclu son article d'introduction à la conférence de 2011 en notant : « Il sera intéressant de voir jusqu'où la Papouasie-Nouvelle-Guinée portera cette idée, et dans quelle mesure elle sera soutenue ».
Lors de la Conférence de Durban, Conrad a accusé la Chine, les États-Unis et l'Inde de « collusion » visant à retarder toute action sur le changement climatique jusqu'à après 2020.
En marge de la Conférence de Durban, il a été membre d'un jury accordant un Gigaton Award aux entreprises ayant fait des efforts importants pour réduire leurss émissions de carbone. Le jury de 21 membres incluait également Yvo de Boer (ex-secrétaire exécutif de la Convention-cadre des Nations unies sur les changements climatiques), Rajendra Pachauri [président du Groupe d'experts intergouvernemental sur l'évolution du climat (GIEC)], Richard Branson (PDG du groupe Virgin) et le Pr Jacqueline McGlade (directeur exécutif de l'Agence européenne pour l'environnement).

## Distinctions internationales
En 2009, le Programme des Nations unies pour l'environnement a nommé Conrad Champion of the Earth pour son leadership politique, en compagnie d'Erik Solheim, ministre de l'Environnement et du développement international de la Norvège. En 2008, le magazine Time, dans un article de Joseph Stiglitz, l'a nommé numéro un de la catégorie Leaders & visionnaires dans sa liste annuelle des Héros de l'environnement.